# 櫻井正一郎
櫻井正一郎（さくらい しょういちろう、1936年1月 - ）は、日本のイギリス文学者、イギリス史学者、京都大学名誉教授。

## 略歴
大阪府生まれ。京都大学文学部英文科卒、同大学院博士課程中退。大阪府立大学助手、大阪女子大学専任講師を経て、京大総合人間学部教授。99年停年退官、名誉教授。退官後甲子園大学教授、龍谷大学特任教授。
病気休学した高校時代から京都学派の先人たちの本を好んで読み続ける。京大英文学会の紀要に学派の学風についての論文2本を発表。『京都学派 酔故伝』で吉川幸次郎ら酒人12名の人物論を著しつつ、文学研究にも京都学派があったと提唱した。
英文学の研究者として3つの特徴を持つ。(1)文章を読みこんだ。一例として英米現代詩を英米人学者が参加して英語だけで討論しながら読んでいった。この会は20年続き櫻井編著の10周年記念論集The View from Kyoto が成った。また、研究の終着として、ローリーの問題詩『シンシア』への初邦訳、評釈、英語論文、がある。(2)フィールドワークを行った。エリザベス一世の寵臣ウォルター・ローリーに日本で初めて本格的にとり組み、アイルランドでローリーに分割された旧植民地を踏査し、黄金を求めたギアナへの大遠征をオリノコ河口から奥地まで追跡し、イングランド本土ではランディ島などほとんど全ての関係地を訪れた。(3)歴史主義に立った。イギリス型ソネットの結句は2行だけで短い。短さを欠陥とする見方があり、その見方と関心を批判的に継承した。すなわち短い結句をすでにある歴史としてそのまま認め、結句の起源を探り、結句を成立させたイギリス精神を探った。(3)の歴史主義は広く一般的な立場だが、(1)(2)は京都学派の特徴である。京都学派は文学研究にもあったと提唱している。

## 単著
- 『結句有情―英国ルネッサンス期ソネット論』山口書店 1979
- 『写真と文によるロンドン文学案内』大阪教育図書 1984
- 『イギリスに捧げた歌―フィリップ・ラーキンを読む』臨川書店 1995
- 『サー・ウォルター・ローリー― 植民と黄金』人文書院 2006
- 『最後のウォルター・ローリー ―イギリスそのとき』みすず書房 2008
- 『女王陛下は海賊だった― 私掠で戦ったイギリス』ミネルヴァ書房 2012
- 『京都学派 酔故伝』京都大学学術出版会 2017
- 『ローリーの「シンシア」―悲しみを吸う蜜蜂』水声社 2022

### 英語論文
・To Feed on Hills or Dales: Ralegh’ｓ Cynthia Reconsidered, Albion, New Series No.69 (The English Literary Society, Kyoto         University), October 2023.

### 共編著
- The View from Kyoto: Essays on Twentieth-Century Poetry, Graham Bradshaw, Steve Clark, John Constable, Joost Daalder, Mark Ford, John Holloway, James Keery, Juan Leon, Anthony Martin, Edward Marx, Akiko Murakata, Graham Parry, Peter Rawlings, Simon Rees, Peter Robinson, John Roe, Shoichiro Sakurai, Helen Vendler, Hisayoshi Watanabe, Rinsen Books Co., 1998.
- 共著

- 『イェイツ名詩評釈』藪下卓郎、津田義夫共著 大阪教育図書 1978 新版1983
- 『オーデン名詩評釈』安田章一郎、風呂本武敏共著 大阪教育図書 1981
- 『シェイクスピア「恋人の嘆き」とその周辺』高松雄一、川西進、成田篤彦共著 英宝社 1995

### 翻訳
- ヘンリー・ジェイムズ「シェイクスピアの『あらし』」『ヘンリー・ジェイムズ作品集8 評論・随筆』国書刊行会 1984
- Ｗ．Ｈ．オーデン「海と鏡――シェイクスピア『あらし』注解」『しばしの間は』風呂本武敏共訳 国文社 1986

## 参考
- 英語のみで討論する「モダン・ポエトリ・セミナー」を20年間組織した。「共編著」の The View from Kyoto は「同セミナー」の10周年を記念して「同セミナー」への参加者が寄稿した論集。
- 単著『ローリーの「シンシア」ー悲しみを吸う蜜蜂』で述べている新しい所見を、論拠を追加して、海外に向けて発信したのが、上記英語論文 To Feed on Hills or Dales.